# Schizodon corti
Schizodon corti är en fiskart som beskrevs av Schultz, 1944. Schizodon corti ingår i släktet Schizodon och familjen Anostomidae. Inga underarter finns listade i Catalogue of Life.